# Noreuil
Noreuil est une commune française située dans le département du Pas-de-Calais en région Hauts-de-France. Ses habitants sont appelés les Noreuillois. La commune est membre de la communauté de communes du Sud-Artois.

## Géographie

### Localisation
Localisée dans l'extrême sud-est du département du Pas-de-Calais, Noreuil est une commune rurale située, à vol d'oiseau, à 9 km au nord-est de la commune de Bapaume et à 17 km au sud-est de la commune d’Arras (aire d'attraction, chef-lieu d'arrondissement et préfecture du Pas-de-Calais).
Le territoire de la commune est limitrophe de ceux de six communes.
Les communes limitrophes sont  Bullecourt, Lagnicourt-Marcel, Quéant, Riencourt-lès-Cagnicourt, Vaulx-Vraucourt et Écoust-Saint-Mein.

### Géologie et relief
La superficie de la commune est de 4,79 km2 ; son altitude varie de 72  à   110 mètres.

### Hydrographie

#### Réseau hydrographique
La commune est située dans le bassin Artois-Picardie.
Elle est drainée par lHirondelle de Vaulx-Vraucourt, d'une longueur de 15 km, qui prend sa source dans la commune de Vaulx-Vraucourt et se jette  dans lAgache à Inchy-en-Artois, après avoir traversé six communes,,.

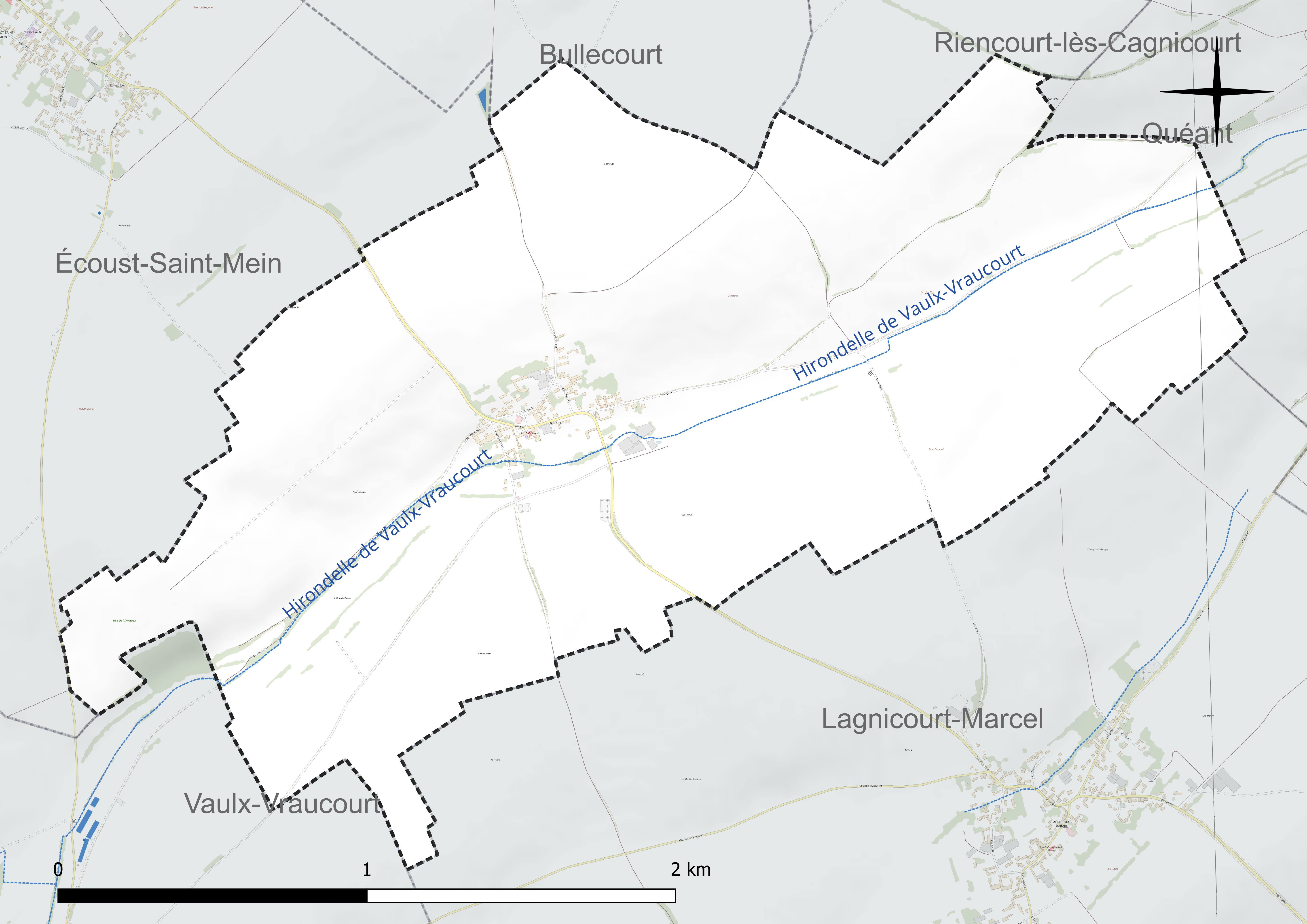
Réseau hydrographique de Noreuil.

#### Gestion et qualité des eaux
Le territoire communal est couvert par le schéma d'aménagement et de gestion des eaux (SAGE) « Sensée ». Ce document de planification concerne un territoire de 857 km2 de superficie, délimité par le bassin versant de la Sensée. Le périmètre a été arrêté le 14 janvier 2023 et le SAGE proprement dit a été approuvé le 21 février 2020. La structure porteuse de l'élaboration et de la mise en œuvre est le syndicat mixte Escaut et Affluents (SyMEA).
La qualité des cours d'eau peut être consultée sur un site dédié géré par les agences de l'eau et l'Agence française pour la biodiversité.

### Climat
Pour des articles plus généraux, voir Climat des Hauts-de-France et Climat du Nord-Pas-de-Calais.
En 2010, le climat de la commune est de type climat océanique dégradé des plaines du Centre et du Nord, selon une étude du CNRS s'appuyant sur une série de données couvrant la période 1971-2000. En 2020, Météo-France publie une typologie des climats de la France métropolitaine dans laquelle la commune est exposée à un climat océanique et est dans la région climatique Nord-est du bassin Parisien, caractérisée par un ensoleillement médiocre, une pluviométrie moyenne régulièrement répartie au cours de l'année et un hiver froid (3 °C).
Pour la période 1971-2000, la température annuelle moyenne est de 10,4 °C, avec une amplitude thermique annuelle de 14,5 °C. Le cumul annuel moyen de précipitations est de 741 mm, avec 12,6 jours de précipitations en janvier et 9,3 jours en juillet. Pour la période 1991-2020, la température moyenne annuelle observée sur la station météorologique la plus proche, située sur la commune de Wancourt à 10 km à vol d'oiseau, est de 10,8 °C et le cumul annuel moyen de précipitations est de 711,4 mm,. Pour l'avenir, les paramètres climatiques de la commune estimés pour 2050 selon différents scénarios d'émission de gaz à effet de serre sont consultables sur un site dédié publié par Météo-France en novembre 2022.

### Paysages
Pour un article plus général, voir Paysage en France.
La commune est située dans le paysage régional des grands plateaux artésiens et cambrésiens tel que défini dans l'atlas des paysages de la région Nord-Pas-de-Calais, conçu par la direction régionale de l'Environnement, de l'Aménagement et du Logement (DREAL),. Ce paysage régional, qui concerne 238 communes, est dominé par les « grandes cultures » de céréales et de betteraves industrielles qui représentent 70 % de la surface agricole utilisée (SAU).

### Milieux naturels et biodiversité
L’Inventaire national du patrimoine naturel (INPN) recense plusieurs espèces faunistiques et floristiques sur le territoire de la commune dont certaines sont protégées et d’autres menacées et quasi-menacées.

## Urbanisme

### Typologie
Au 1er janvier 2024, Noreuil est catégorisée commune rurale à habitat dispersé, selon la nouvelle grille communale de densité à sept niveaux définie par l'Insee en 2022.
Elle est située hors unité urbaine. Par ailleurs la commune fait partie de l'aire d'attraction d'Arras, dont elle est une commune de la couronne,. Cette aire, qui regroupe 163 communes, est catégorisée dans les aires de 50 000 à moins de 200 000 habitants,.

### Occupation des sols
L'occupation des sols de la commune, telle qu'elle ressort de la base de données européenne d'occupation biophysique des sols Corine Land Cover (CLC), est marquée par l'importance des territoires agricoles (100 % en 2018), une proportion identique à celle de 1990 (100 %). La répartition détaillée en 2018 est la suivante : 
terres arables (94,8 %), zones agricoles hétérogènes (5,2 %). L'évolution de l'occupation des sols de la commune et de ses infrastructures peut être observée sur les différentes représentations cartographiques du territoire : la carte de Cassini (XVIIIe siècle), la carte d'état-major (1820-1866) et les cartes ou photos aériennes de l'IGN pour la période actuelle (1950 à aujourd'hui).

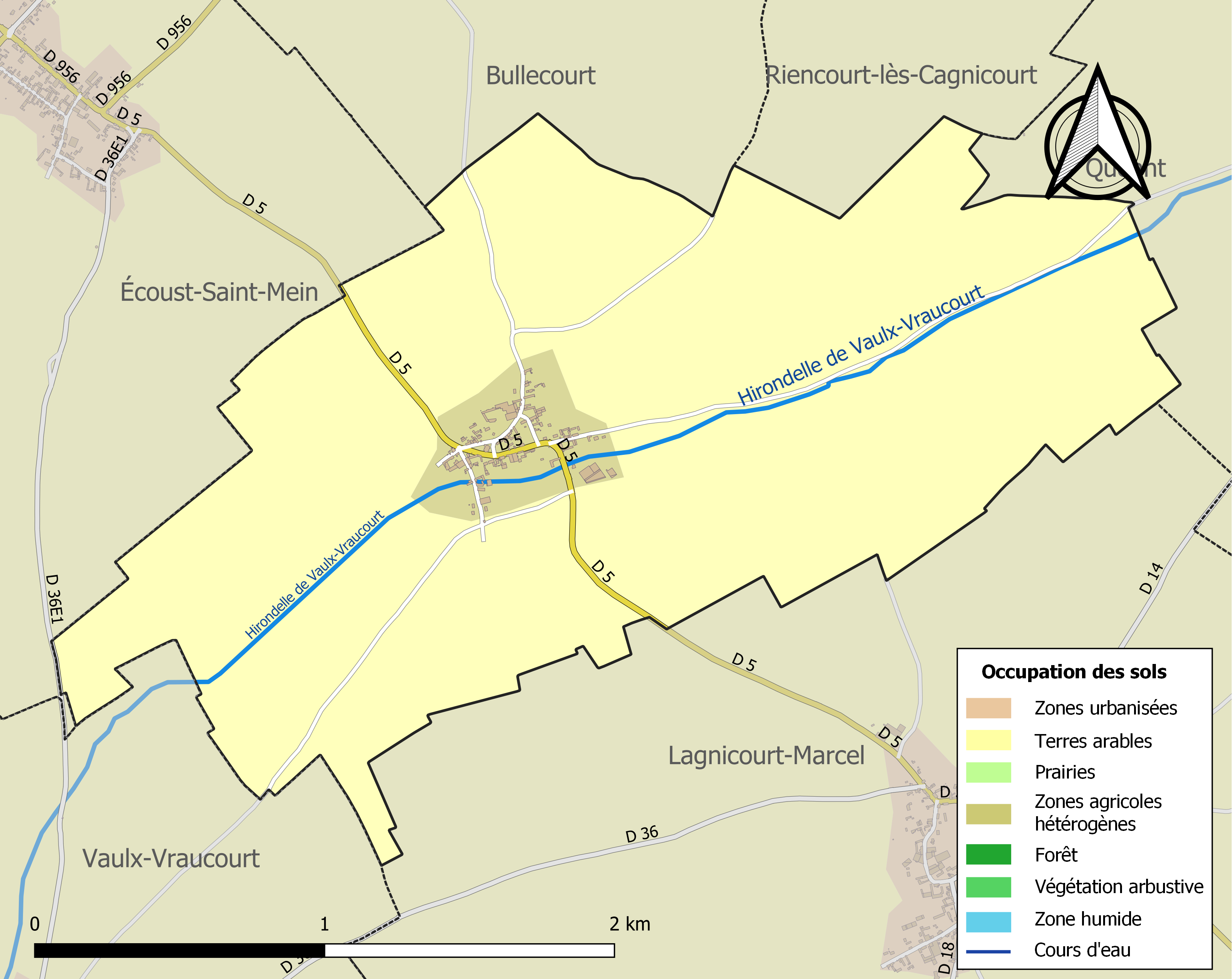
Carte des infrastructures et de l'occupation des sols de la commune en 2018 (CLC).

## Toponymie
Le nom de la localité est attesté sous les formes Nugerol en 1115 ; Noerol en 1119 ; Noerul en 1155 ; Noeruel au XIIe siècle ; Noweruel en 1219 ; Noeroel en 1252 ; Noweroel en 1282 ; Noveroel en 1286 ; Noveruel en 1295 ; Novereul en 1301 ; Noeurieule en 1313 ; Noverreul au XIVe siècle ; Noureul en 1401 ; Noureuil en 1429 ; Noreul en 1518 ; Noiroeul en 1565 ; Nourœul en 1593 ; Noreeulle en 1741 ; Noreul en 1793 ; Noreuil depuis 1801.
De l'oïl noeroie « lieu planté de noyers » et du suffixe diminutif -euil (du latin eolum) « petite noyeraie ».

## Histoire
L'histoire de la commune est consultable dans le Dictionnaire historique et archéologique du Pas-de-Calais paru en 1873 
.
Noreuil était le siège d'une seigneurie parfois dénommé Noureuil. Elle était détenue par la famille Le Merchier puis Le Merchier de Noureuil qui avait pour armes « De gueules à trois tours d'argent ». Ces armes ont été reprises par la commune en 1994.

### Seigneur de Noureuil
Antoine III Le Merchier, seigneur de Noureuil, Petit-Avelas, la Hamette, et la Balesterie  bénéficie le 20 mars 1593, d'une sentence de noblesse. Il descend de Jacques Le Merchier, dont les héritiers sont seigneurs de Linzeux et Criminil (sur Éstrée-Blanche).

### Carte de Cassini

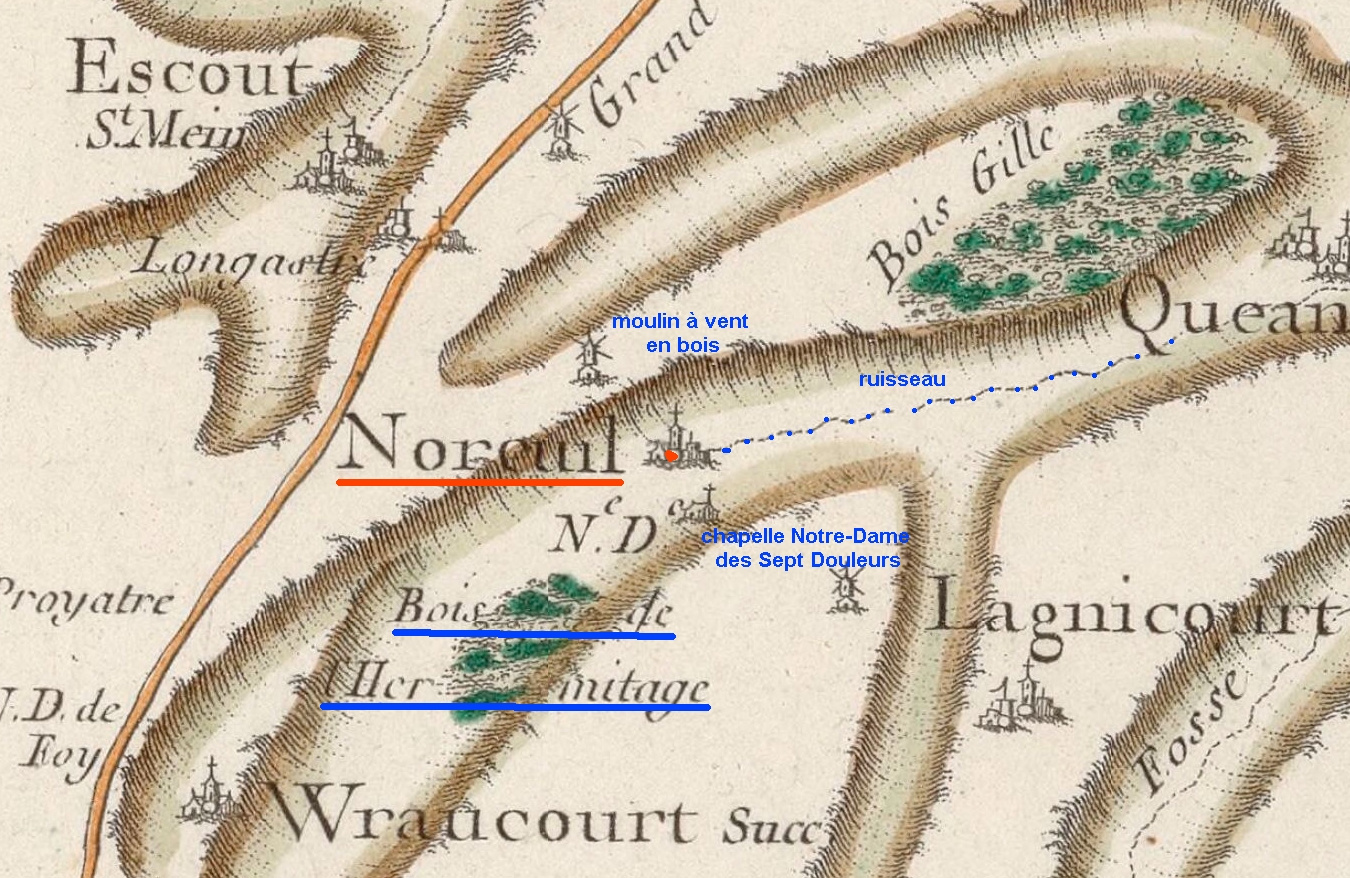
Carte de Cassini du secteur vers 1750.

La carte de Cassini ci-dessus montre qu'au milieu du XVIIIe siècle, Noreuil  était une paroisse située dans la vallée d'un ruisseau intermittent.

Au sud, la Chapelle des Sept Douleurs était déjà présente .

Le Bois de l'Hermitage doit son nom à un hermitage déjà disparu au milieu du XVIIIe siècle.

Au nord-ouest,  un moulin à vent en bois, aujourd'hui disparu, était en activité à cette époque .

### Première Guerre mondiale
Pendant la Première Guerre mondiale, après la bataille des Frontières du 7 au 24 août 1914, devant les pertes subies, l'État-Major français décide de battre en retraite depuis la Belgique. Dès le 28 août, les Allemands s'emparent du village de Noreuil et poursuivent leur route vers l'ouest. Dès lors commença l'occupation allemande qui dura jusqu'au début de 1917. Des arrêtés de la kommandantur obligeaient, à date fixe, sous la responsabilité du maire et du conseil municipal, sous peine de sanctions, la population à fournir : blé, œufs, lait, viande, légumes, destinés à nourrir les soldats du front. Toutes les personnes valides devaient effectuer des travaux agricoles ou d'entretien.

En mars 1917, les Allemands décident de se retirer sur la ligne Hindenburg, ligne fortifiée située à seulement 1 km à l'est devant Quéant. Avant leur départ, le village est évacué de ses habitants et toutes les constructions (église, mairie, maisons) sont systhématiquement dynamitées, tous les arbres sont coupés, les puits pollués avec du fumier.

Les troupes britanniques prennent alors possessions des ruines du village en  avril 1917. Les ruines de Noreuil repasseront aux mains des Allemands en mars 1918 lors de l'offensive du Kaiser jusqu'au 1er septembre 1918, date à laquelle le village sera définitivement repris par les troupes australiennes après de violents combats, attestés par la présence du  cimetière australien sur le territoire de la commune.
 
Après l'armistice, les habitants reviendront peu à peu au village et une longue période de reconstruction du village commencera grâce aux dommages de guerre.

Vu les souffrances endurées par la population pendant les quatre années d'occupation et les dégâts aux constructions, la commune s'est vu décerner la croix de guerre 1914-1918 le 23 septembre 1920, distinction également attribuée à 276 autres communes du Pas-de-Calais.

Avant la Première Guerre mondiale
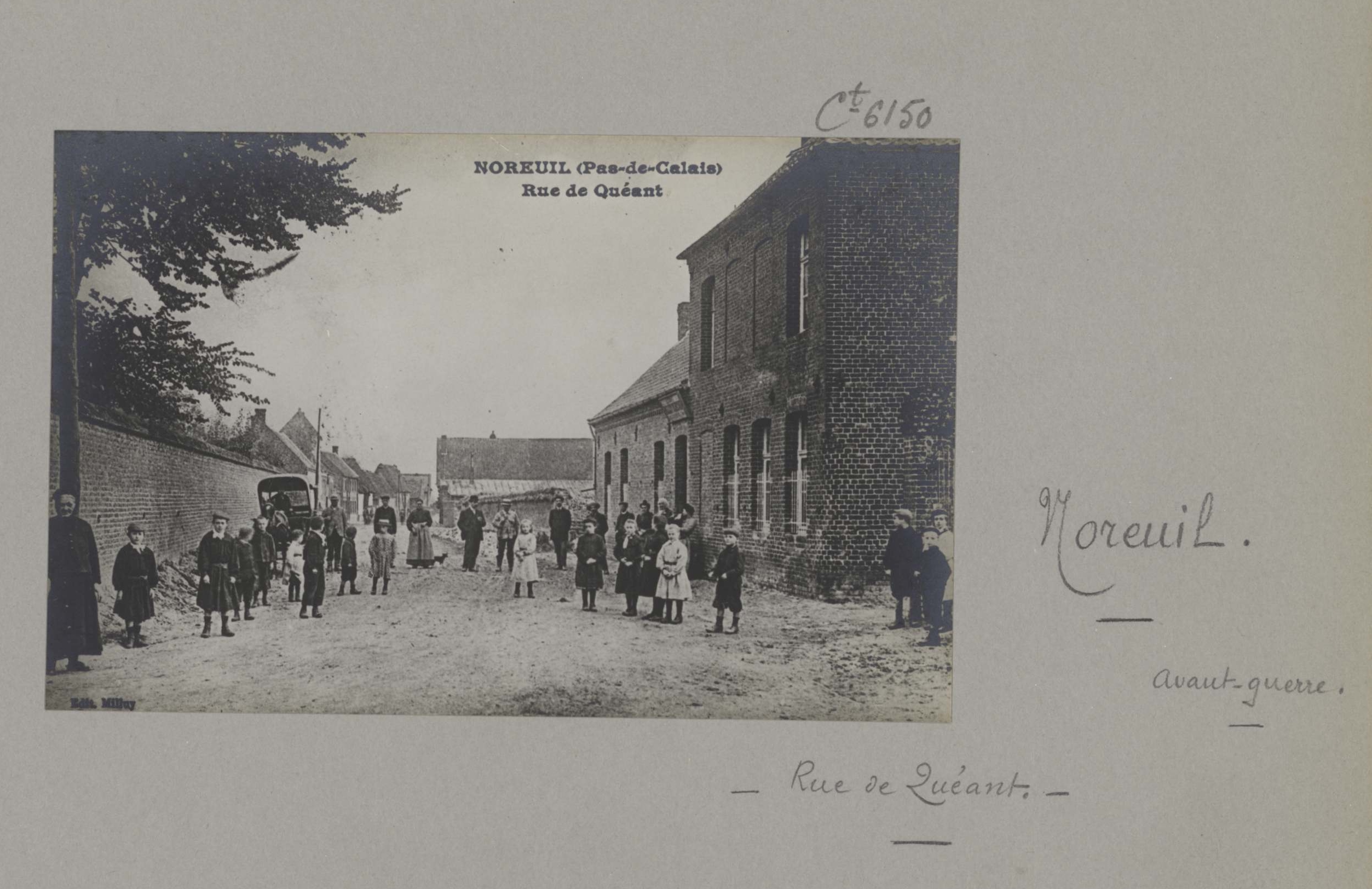
Carte postale du village avant 1914.
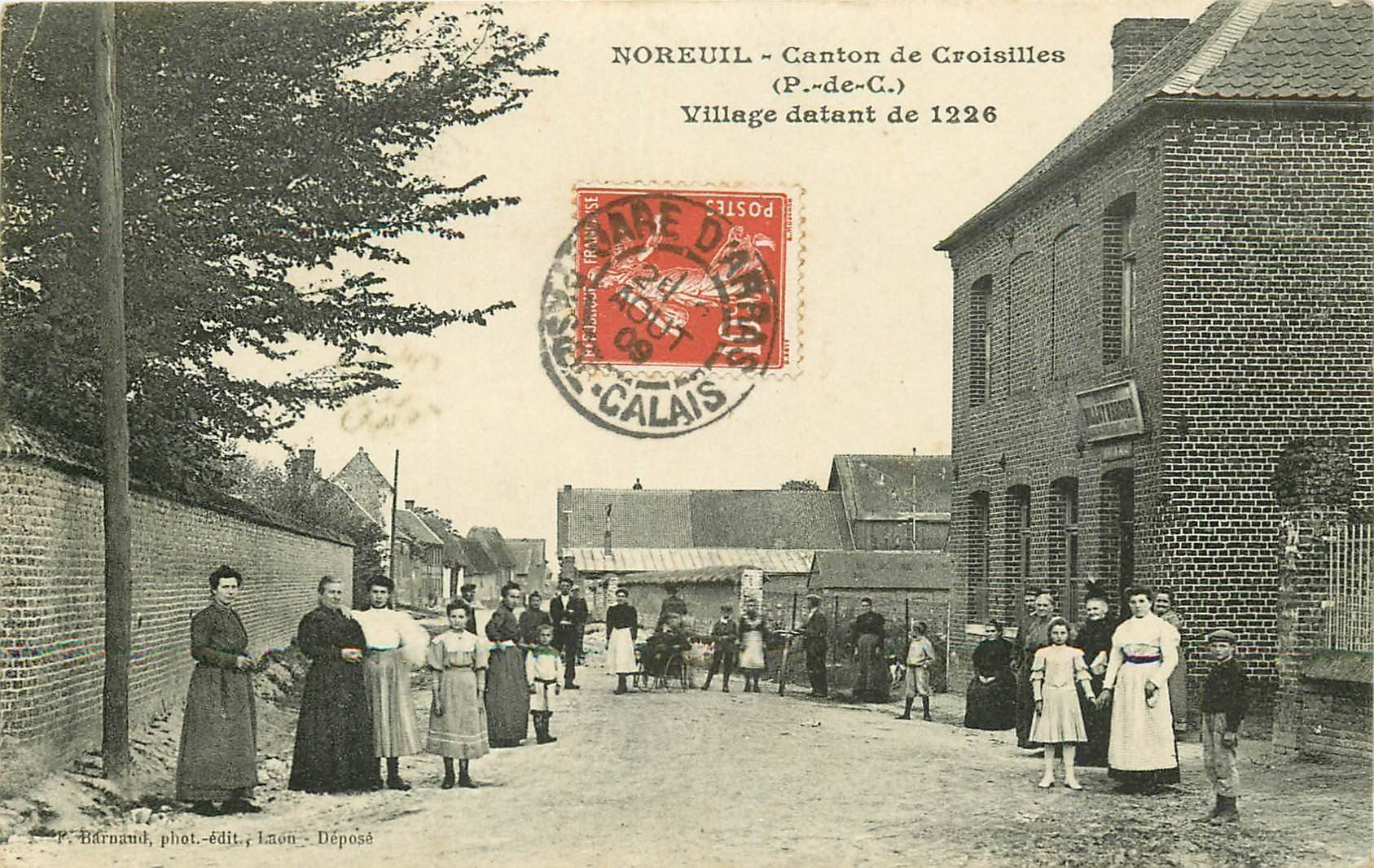
Carte postale du village avant 1914.
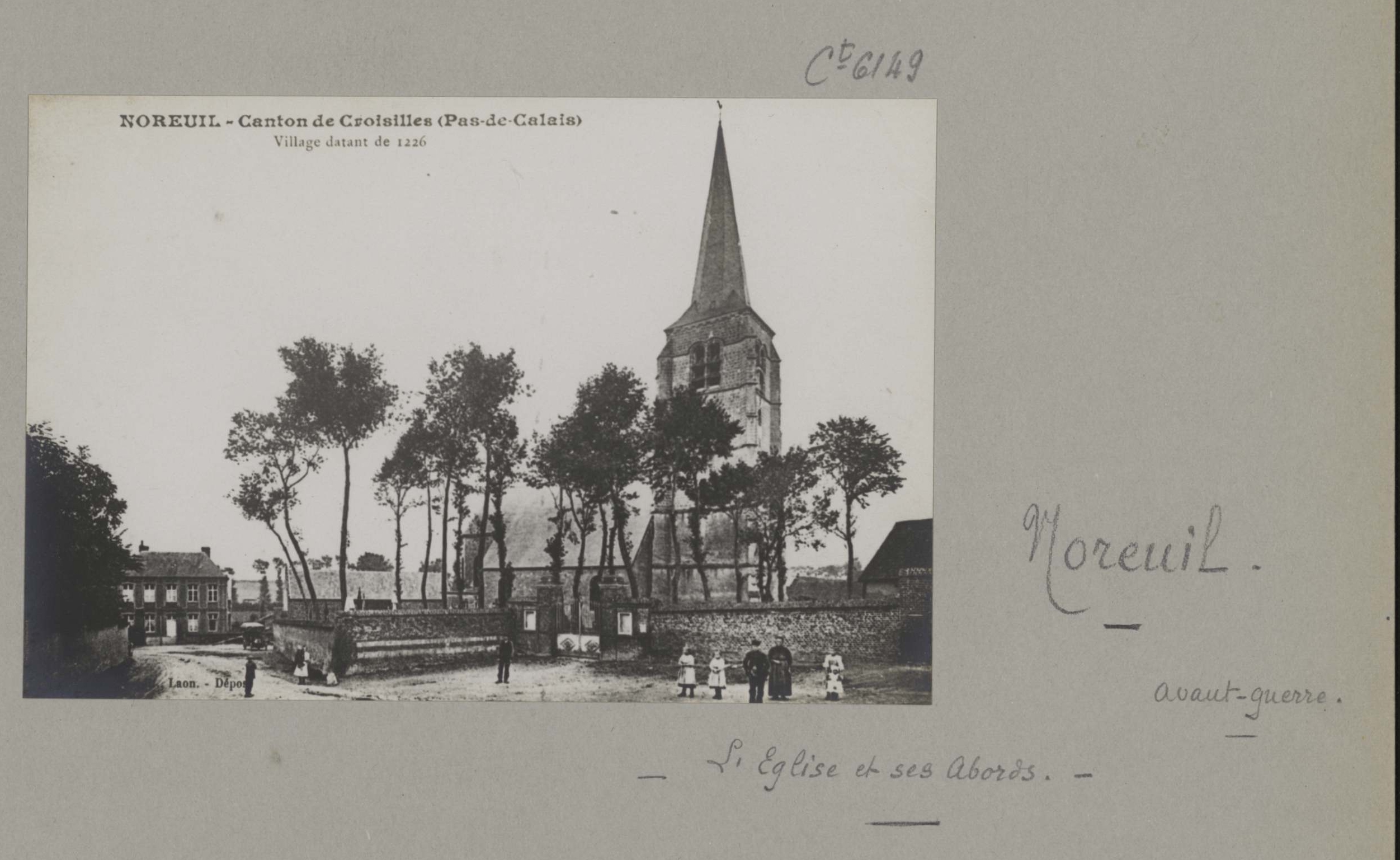
Vue du village et de l'église avant 1914.

Pendant la Première Guerre mondiale
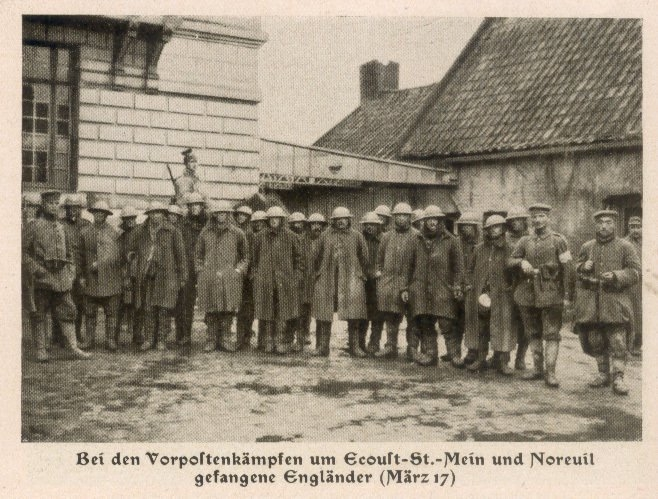
Soldats allemands à Noreuil avant la destruction du village en mars 1917.
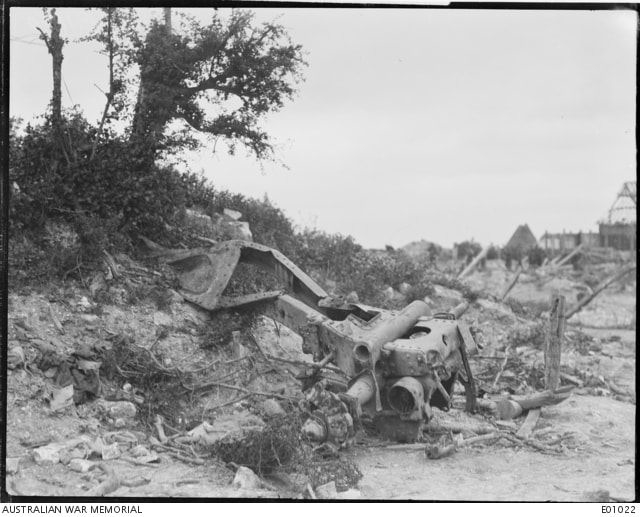
Ruines du village en 1917.
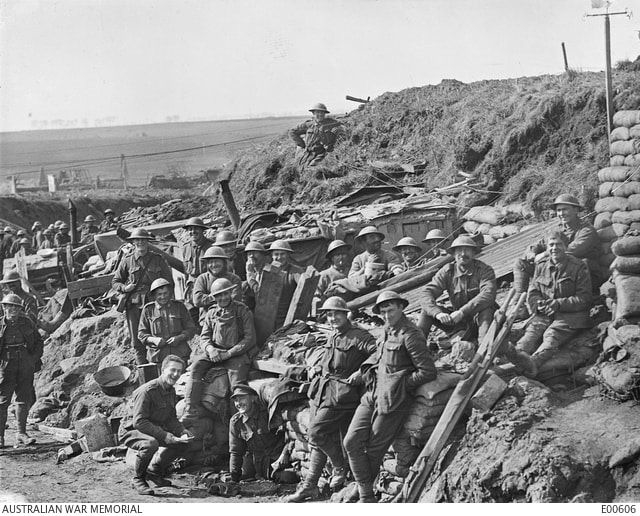
Soldats australiens en position  dans le village en 1917.
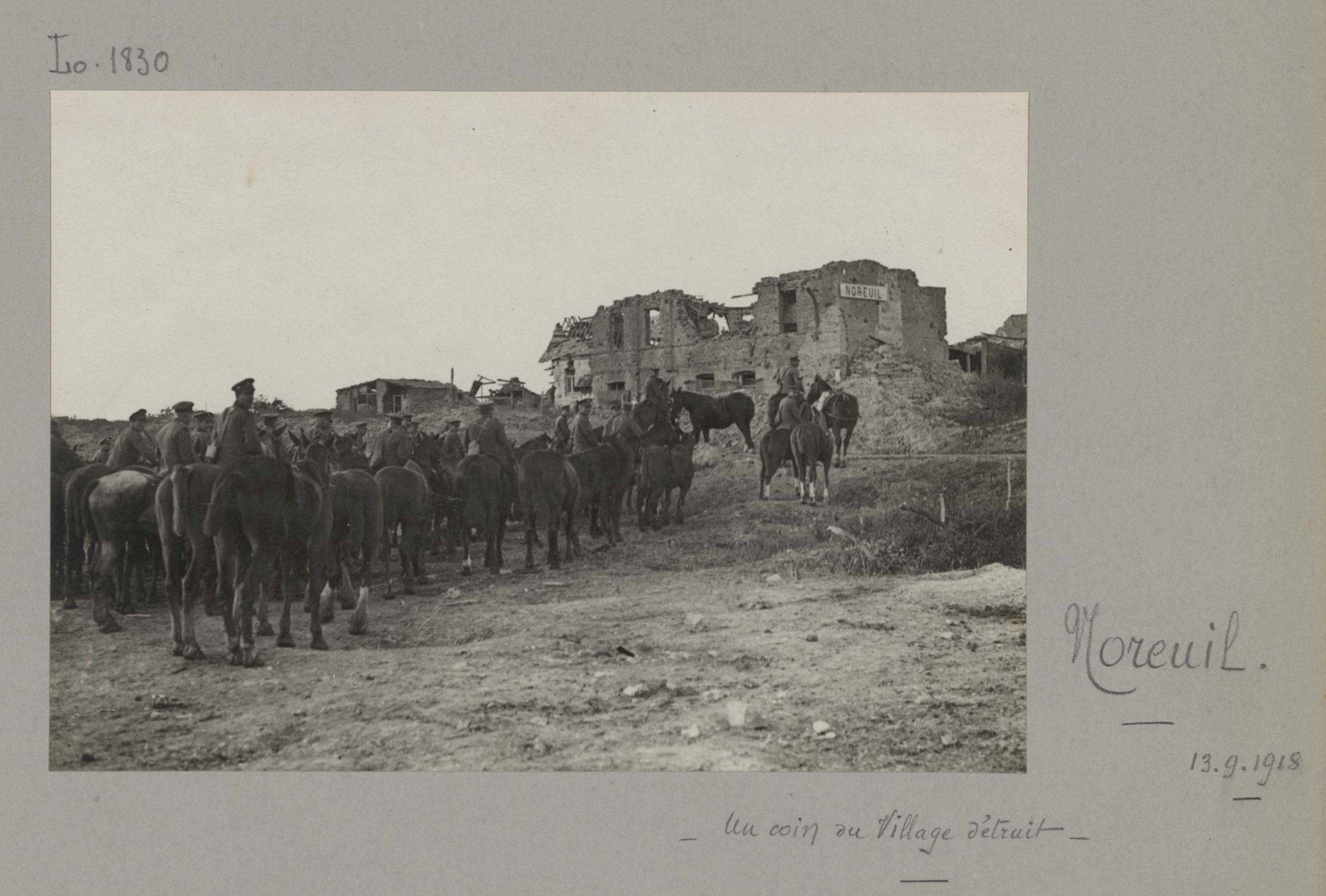
Ruines du village en 1918.
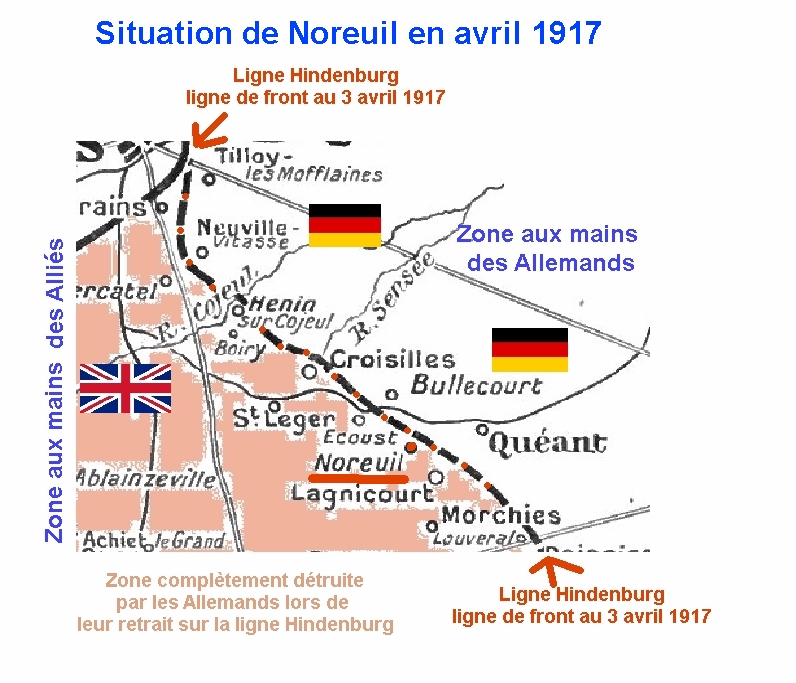
Situation du village en avril 1917 tout près de la Ligne Hindenburg.</center
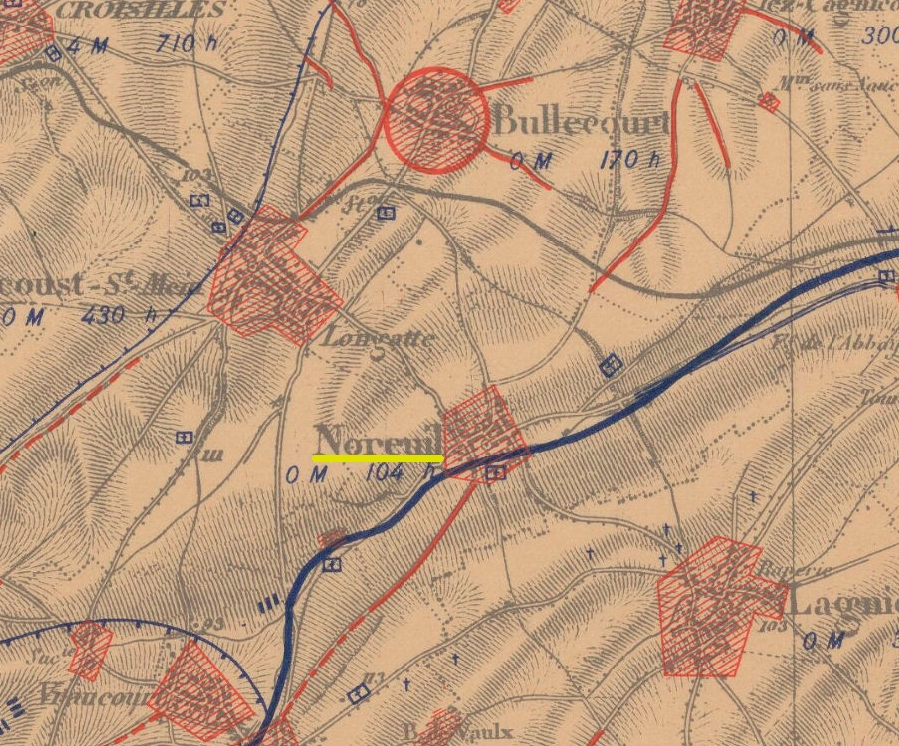
La carte des régions dévastées en 1919 montre que le village est complètement détruit.

## Politique et administration

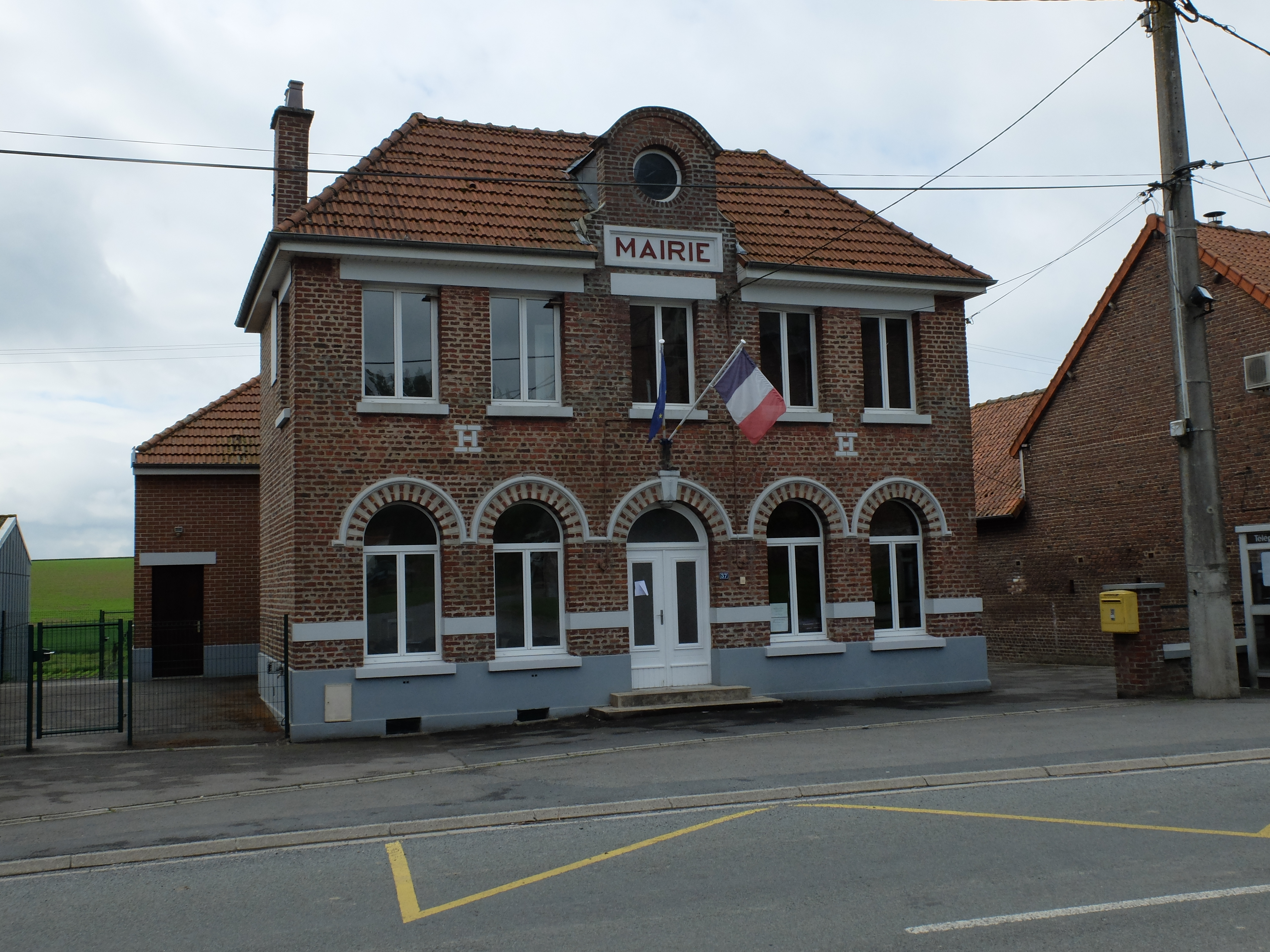
La mairie.

### Découpage territorial
La commune se trouve dans l'arrondissement d'Arras du département du Pas-de-Calais.

#### Commune et intercommunalités
La commune est membre de la communauté de communes du Sud-Artois qui regroupe 64 communes et compte 27 059 habitants en 2021.

#### Circonscriptions administratives
La commune est rattachée au canton de Bapaume.

#### Circonscriptions électorales
Pour l'élection des députés, la commune fait partie de la première circonscription du Pas-de-Calais.

## Population et société

### Démographie
Les habitants sont appelés les Noreuillois.

#### Évolution démographique
L'évolution du nombre d'habitants est connue à travers les recensements de la population effectués dans la commune depuis 1793. Pour les communes de moins de 10 000 habitants, une enquête de recensement portant sur toute la population est réalisée tous les cinq ans, les populations de référence des années intermédiaires étant quant à elles estimées par interpolation ou extrapolation. Pour la commune, le premier recensement exhaustif entrant dans le cadre du nouveau dispositif a été réalisé en 2005.

En 2022, la commune comptait 133 habitants, en évolution de −15,82 % par rapport à 2016 (Pas-de-Calais : −0,72 %, France hors Mayotte : +2,11 %).
| 1793 | 1800 | 1806 | 1821 | 1831 | 1836 | 1841 | 1846 | 1851 |
| ---- | ---- | ---- | ---- | ---- | ---- | ---- | ---- | ---- |
| 337  | 343  | 399  | 419  | 478  | 457  | 429  | 431  | 411  |

| 1856 | 1861 | 1866 | 1872 | 1876 | 1881 | 1886 | 1891 | 1896 |
| ---- | ---- | ---- | ---- | ---- | ---- | ---- | ---- | ---- |
| 397  | 434  | 437  | 409  | 395  | 388  | 325  | 311  | 296  |

| 1901 | 1906 | 1911 | 1921 | 1926 | 1931 | 1936 | 1946 | 1954 |
| ---- | ---- | ---- | ---- | ---- | ---- | ---- | ---- | ---- |
| 278  | 275  | 256  | 133  | 154  | 151  | 142  | 142  | 145  |

| 1962 | 1968 | 1975 | 1982 | 1990 | 1999 | 2005 | 2006 | 2010 |
| ---- | ---- | ---- | ---- | ---- | ---- | ---- | ---- | ---- |
| 136  | 143  | 128  | 135  | 117  | 114  | 125  | 124  | 137  |

| 2015 | 2020 | 2022 | - | - | - | - | - | - |
| ---- | ---- | ---- | - | - | - | - | - | - |
| 155  | 141  | 133  | - | - | - | - | - | - |

#### Pyramide des âges
En 2018, le taux de personnes d'un âge inférieur à 30 ans s'élève à 33,3 %, soit en dessous de la moyenne départementale (36,7 %). À l'inverse, le taux de personnes d'âge supérieur à 60 ans est de 29,0 % la même année, alors qu'il est de 24,9 % au niveau départemental.
En 2018, la commune comptait 85 hommes pour 69 femmes, soit un taux de 55,19 % d'hommes, largement supérieur au taux départemental (48,50 %).
Les pyramides des âges de la commune et du département s'établissent comme suit.
| Hommes | Classe d’âge | Femmes |
| ------ | ------------ | ------ |
| 0,0    | 90 ou +      | 1,6    |
| 9,0    | 75-89 ans    | 9,5    |
| 17,9   | 60-74 ans    | 20,6   |
| 19,2   | 45-59 ans    | 20,6   |
| 16,7   | 30-44 ans    | 19,0   |
| 16,7   | 15-29 ans    | 11,1   |
| 20,5   | 0-14 ans     | 17,5   |

| Hommes | Classe d’âge | Femmes |
| ------ | ------------ | ------ |
| 0,5    | 90 ou +      | 1,6    |
| 5,6    | 75-89 ans    | 8,9    |
| 16,7   | 60-74 ans    | 18,1   |
| 20,2   | 45-59 ans    | 19,2   |
| 18,9   | 30-44 ans    | 18,1   |
| 18,2   | 15-29 ans    | 16,2   |
| 19,9   | 0-14 ans     | 17,9   |

## Culture locale et patrimoine

### Lieux et monuments
- L'église Saint-Brice. Elle possède une mosaïque représentant Jésus en berger.
- La chapelle des Sept-Douleurs se trouve en bordure du village, non loin du cimetière militaire australien.
- Le monument aux morts, surmonté d’un Poilu[37].
- Le cimetière militaire australien situé rue de la Chapelle.

L'église Saint-Brice.
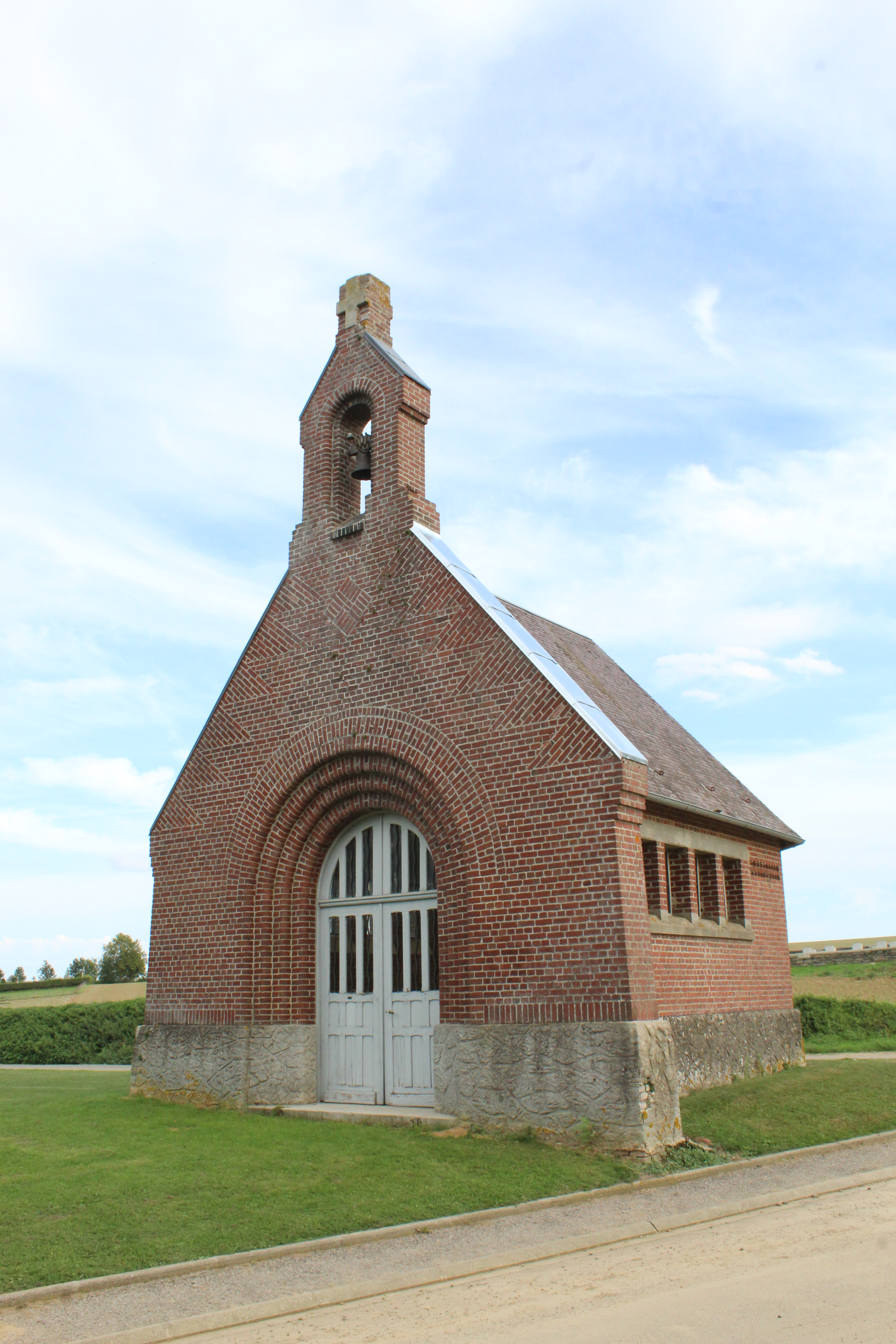
La chapelle des Sept-Douleurs.
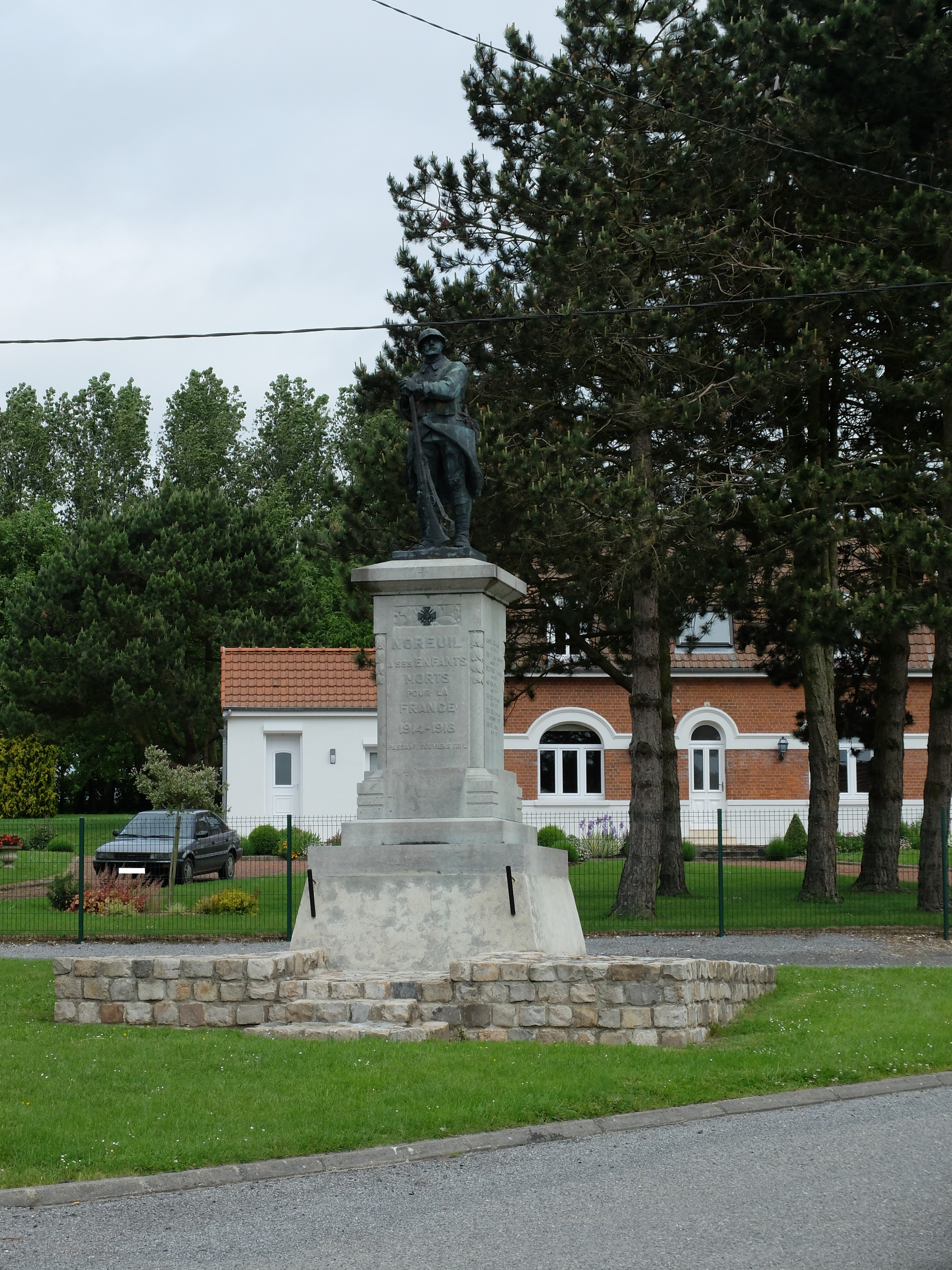
Le monument aux morts.
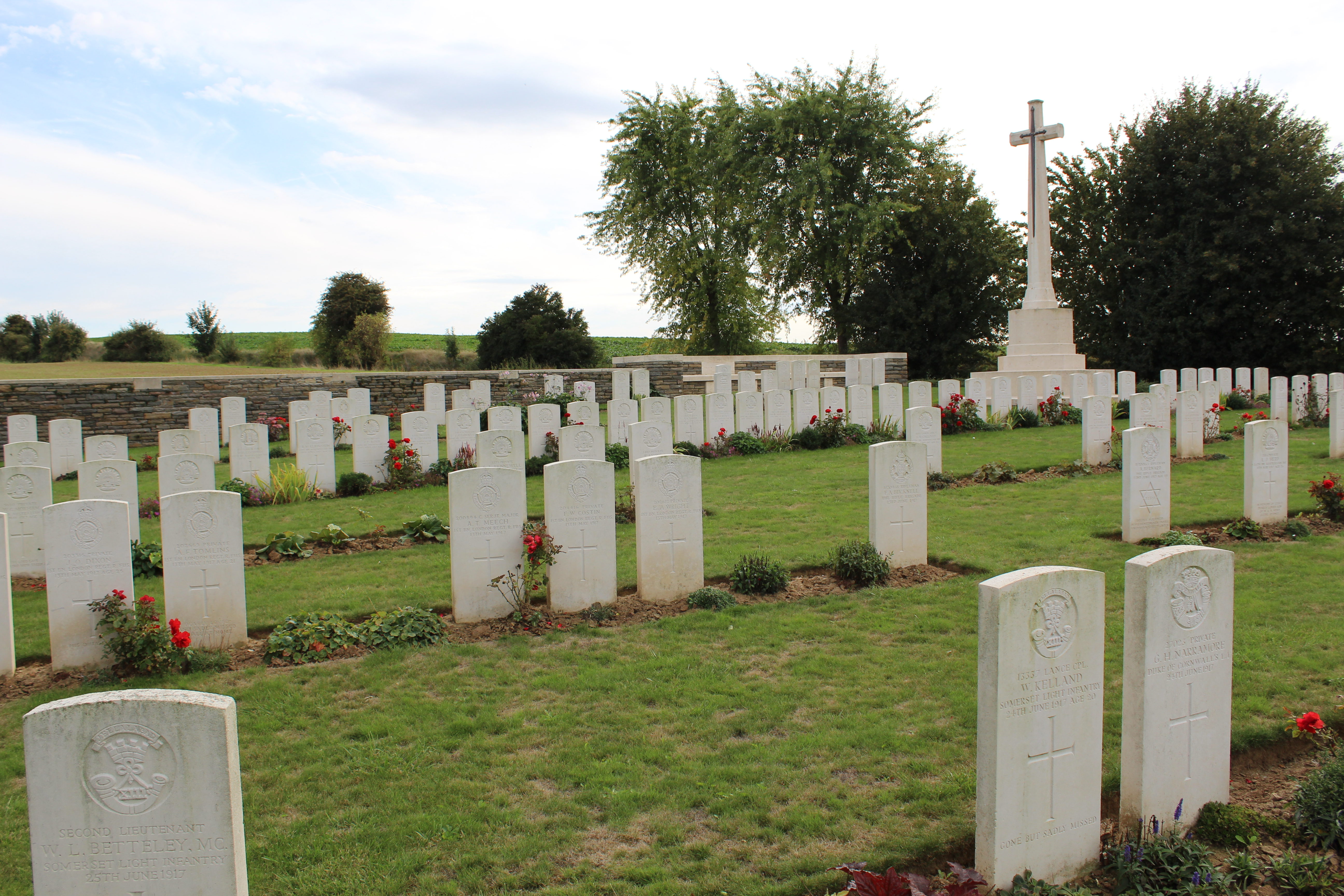
Le cimetière australien.

### Héraldique
| Blason de Noreuil | Blason  | De gueules à trois tours d'argent. Ornements extérieursCroix de guerre 1914-1918 |
| Blason de Noreuil | Détails | Adopté par la municipalité en 1994.                                              |

## Pour approfondir

#### Bases de données, dictionnaires et encyclopédies
- Site officiel
- Ressources relatives à la géographie :   - Insee (communes)
  - Ldh/EHESS/Cassini
- Ressource relative à plusieurs domaines :   - Annuaire du service public français
- Notices d'autorité :   - BnF (données)